# Alessandro Mangiarratti
Alessandro Mangiarratti (* 15. September 1978 in Bellinzona) ist ein ehemaliger schweizerisch-italienischer Fussballspieler und heutiger -trainer. 

## Karriere

### Spieler
Ein Eigengewächs der AC Bellinzona, debütierte Mangiarratti im August 1996 in der 1. Mannschaft, die zu dieser Zeit in der drittklassigen 1. Liga spielte. Im Winter 1998 wurde der damalige Mittelfeldspieler an den Ligakonkurrenten GC Biaschesi ausgeliehen, wo er eineinhalb Saisons lang Spielpraxis sammeln konnte, ehe er 1999 zu Bellinzona zurückkehrte. Bellinzona war unterdessen wieder in die NLB aufgestiegen.
Nach sieben Einsätzen in der Qualifikation der NLB wurde Mangiarratti im November 1999 erneut ausgeliehen, diesmal an den 1.-Ligisten FC Ascona. Im Januar 2000 folgte der leihweise Wechsel zum Ligakonkurrenten FC Schaffhausen. Schaffhausen musste im Frühjahr die Abstiegsrunde bestreiten, aber auch Mangiarratti konnte den Abstieg Ende Saison in die 1. Liga nicht verhindern. Jedoch erzielte er am 22. April 2000 bei der 1:2-Niederlage gegen Solothurn das einzige Tor seiner Profikarriere. Im Sommer 2000 kehrte er zu seinem Stammklub Bellinzona zurück.
Im Herbst 2000 kam Mangiarratti zu 11 Einsätzen für Bellinzona in der NLB, ehe der mittlerweile zum Innenverteidiger umfunktionierte Sportstudent im Winter 2001 zur U21-Mannschaft des Grasshopper-Clubs wechselte. Er spielte im Frühjahr 17 Spiele in der 1. Liga für die Reserve-Mannschaft des Schweizer Rekordmeisters, wurde in dieser Zeit jedoch nie in die 1. Mannschaft berufen, die 2001 den Schweizer Meistertitel feierte. Erst in der Sommervorbereitung 2001 holte ihn Cheftrainer Hans-Peter "Bidu" Zaugg ins Kader. Mangiarratti bestritt mit GC mehrere Testspiele, darunter auch am 31. Juli 2001 das prestigeträchtige Freundschaftsspiel vor 9'800 Zuschauern im Hardturm gegen den FC Barcelona (2:4), wo er in der zweiten Halbzeit zum Einsatz kam. Zu einem Meisterschaftseinsatz mit GC kam er jedoch nicht. Nach einem letzten Einsatz für die U21 wechselte er im September 2001 in die NLB zurück zum FC Wil.
Beim FC Wil traf Mangiarratti unter anderen auf seinen ehemaligen Bellinzona-Weggefährten Mauro Lustrinelli und feierte 2002 unter dem österreichischen Trainer Heinz Peischl den historischen, erstmaligen Aufstieg der Ostschweizer in die NLA. Die Wiler etablierten sich in der Saison 2002/03 rasch in der obersten Spielklasse, wo sie auch zweimal auf ihren Kantonsrivalen, den FC St. Gallen, trafen. Während das erste Derby 2:2 ausgegangen war, gewann Wil das zweite Aufeinandertreffen im heimischen Bergholz mit 11:3. Es ist damit das torreichste Spiel in der Geschichte der NLA. Wil qualifizierte sich als Vierter für die Finalrunde, wo sie jedoch Letzter wurden. Als Mangiarratti nach der Übernahme der ukrainischen Investoren um Igor Belanow im Sommer 2003 auf der Abschussliste stand, wechselte er im Januar 2004 nach Portugal zu Belenenses.
Bei Belenenses erlitt Mangiarratti nach drei Spielen eine Entzündung am Knie. Danach kam er lediglich noch auf zwei weitere Einsätze. Als in der neuen Saison Trainer Carlos Carvalhal ganz auf seine Dienste verzichtete, wechselte er im Januar 2005 nach Mexiko zu Atlas Guadalajara. 
In Mexiko erlebte Mangiarratti unter Sergio Bueno ein unglückliches Debüt, als er am 23. Januar 2005 bei der 2:5-Niederlage bei Puebla kurz vor Schluss wegen eines überharten Fouls des Feldes verwiesen wurde. Nach der Spielsperre erlitt er zudem eine Adduktorenverletzung und somit blieb das Puebla-Spiel sein einziges in Mexiko, da er bereits im April 2005 in die Schweiz zurückkehrte, wo er sich dem 1.-Ligisten FC Locarno anschloss.
Locarno strebte zu dieser Zeit vehement den Wiederaufstieg in die Challenge League an. Durch Verletzungspech verhindert, kam Mangiarratti dann aber lediglich in den Aufstiegsspielen zu zwei Kurzeinsätzen, konnte mit den Locarnesi am Ende jedoch die Rückkehr in die Challenge League feiern. Nach einer Saison als Stammspieler mit Locarno in der Challenge League wechselte er im Sommer 2007 zu Stammklub Bellinzona zurück. 
Mit Bellinzona erreichte Mangiarratti als Stammspieler unter Vladimir Petkovic 2007 die Aufstiegsbarrage, scheiterte jedoch mit zwei Niederlagen an Aarau. Ein Jahr später gelang der Aufstieg in die Super League schliesslich im zweiten Anlauf mit zwei Siegen in der Barrage gegen St. Gallen. Es war die Rückkehr der AC Bellinzona ins Oberhaus nach 18 langen Jahren. 
Mangiarratti war auch in den folgenden drei Jahren mit Bellinzona in der Super League absoluter Stammspieler in der zentralen Abwehr. Im ersten Jahr schaffte Bellinzona unter Marco Schällibaum als Sechste souverän den Ligaerhalt, im zweiten Jahr wurde der Abstieg in der Barrage gegen Kantonsrivale Lugano noch abgewehrt, in der dritten Saison ging die Barrage gegen Servette jedoch verloren und der Abstieg konnte unter Martin Andermatt nicht mehr verhindert werden. Nach dem Abstieg fiel Mangiarratti praktisch die komplette Hinrunde in der Challenge League verletzt aus, ehe er am 30. November 2011 im Derby in Lugano (0:2) seine letzte Partie überhaupt bestritt, bevor er im Februar 2012 seine aktive Karriere beendete.

### Trainer
Nach seinem Rücktritt im Februar 2012 übernahm der ausgebildete Sportlehrer eine Teilzeitstelle im Ressort Kinderfussball des Schweizerischen Fussballverbands (SFV), ehe er ab 2015 als Trainer die U18-Mannschaft der Tessiner Nachwuchsauswahl Team Ticino übernahm, wo er für drei Saisons die Verantwortung trug. Gleichzeitig war Mangiarratti ab 2017 für ein Jahr Co-Trainer der Schweizer U17-Nationalmannschaft, wo er Stefan Marini assistierte. Im Sommer 2018 übernahm er das Amt des Cheftrainers beim FC Chiasso. Nachdem der Posten mit Andrea Manzo besetzt wurde, wurde Mangiarratti technischer Direktor bei Chiasso. Von 2019 bis 2021 trainierte er die U21-Mannschaft der Berner Young Boys. Am 1. Januar 2022 übernahm Mangiarratti, als Nachfolger von Mario Frick, die 1. Mannschaft des FC Vaduz und gewann mit ihr fünf Monate später den Liechtensteiner Cup. Im Herbst 2022 führte er die Vaduzer mit Siegen gegen den FC Koper, Konyaspor und Rapid Wien in die Gruppenphase der UEFA Conference League. Von 2023 bis Dezember 2024 war er Trainer von Yverdon Sport FC in der Schweizer Super League.

## Erfolge

### Als Trainer
- Liechtensteiner Cup: 2022

## Privates
Mangiaratti ist diplomierter Sportlehrer und hat Sport studiert.